# Riềng tía
Riềng tía hay riềng đỏ (danh pháp hai phần: Alpinia purpurata) là cây thân thảo thuộc họ Gừng.
Cây mọc ven suối và dưới tán rừng ẩm, có thể cao đến 1,5 m, ra hoa tháng 7 đến tháng 12. Hoa đẹp, có thể dùng làm cảnh.
Cây có mặt ở các đảo thuộc châu Đại Dương, Malaysia, Thái Lan, Việt Nam (được trồng ở Thành phố Hồ Chí Minh).

## Hình ảnh

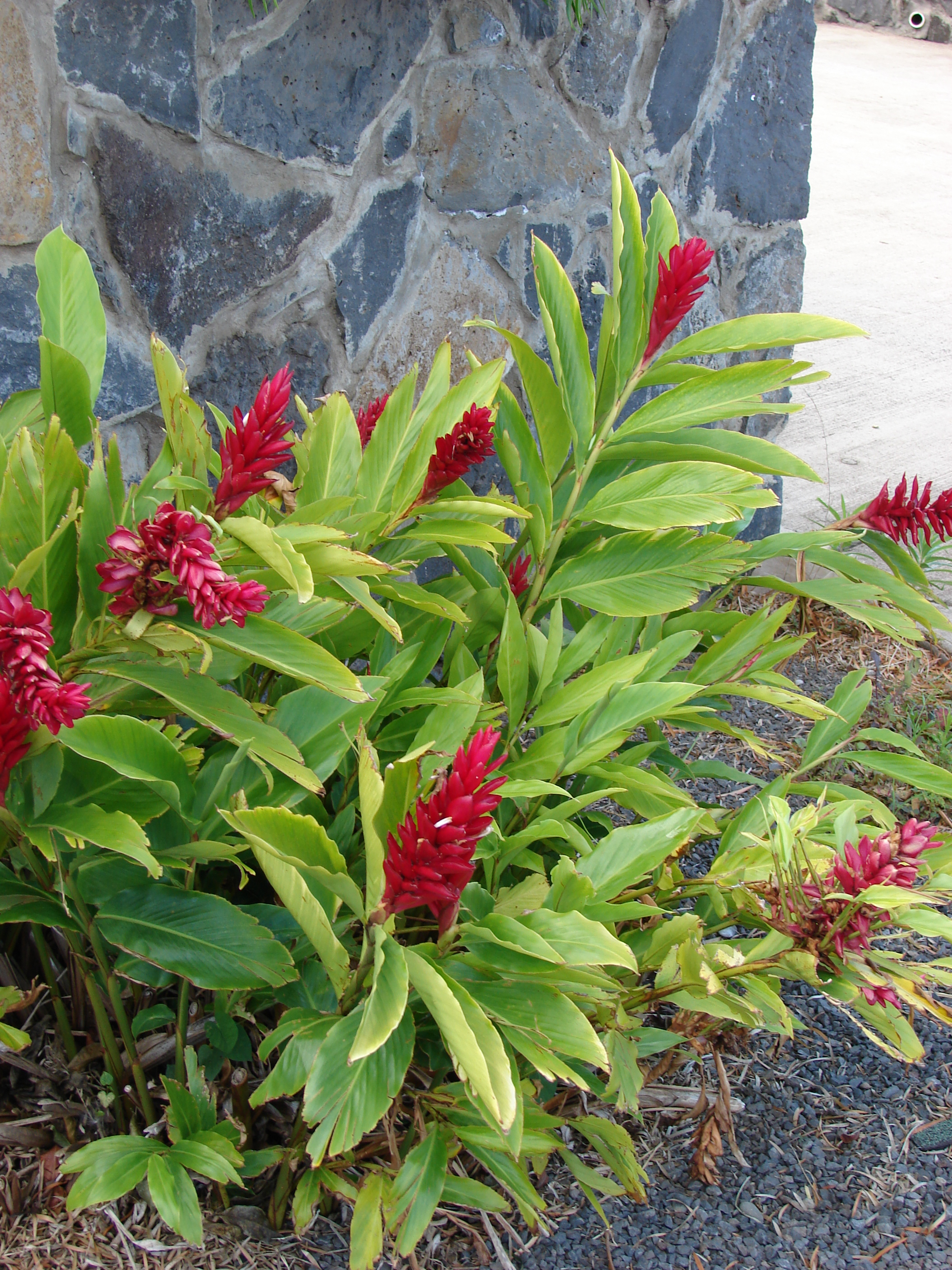
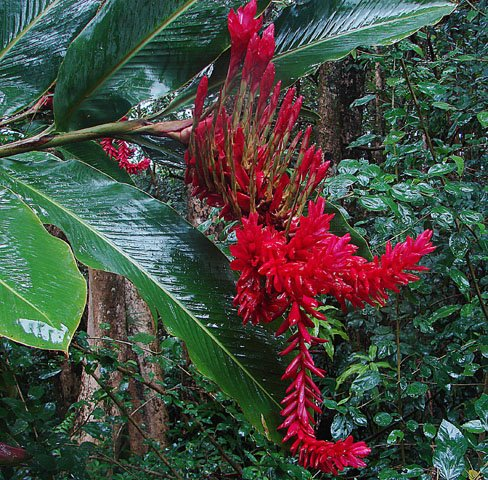
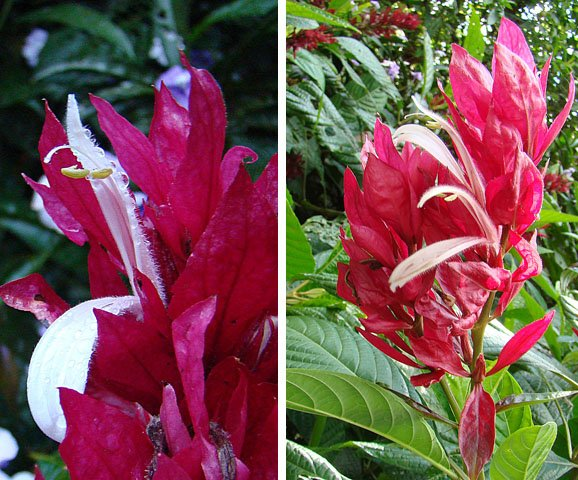
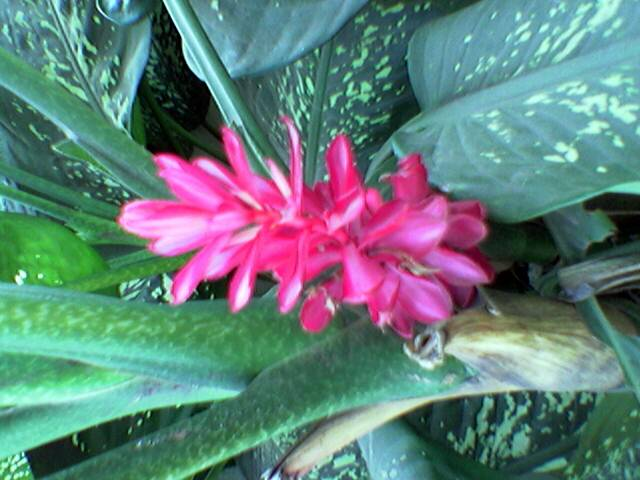